# War Van Asten

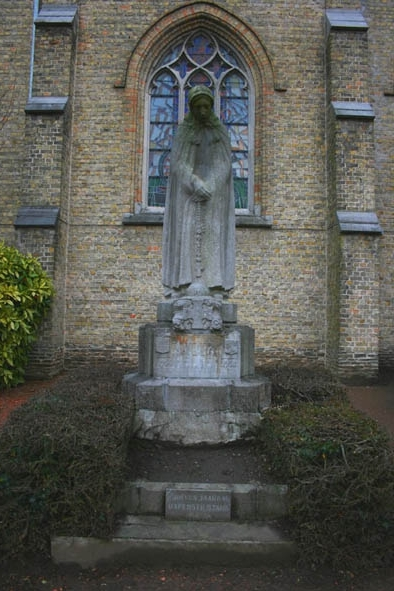
Gedenkteken voor militaire en burgerlijke slachtoffers van de Eerste en Tweede Wereldoorlog in Koolskamp (Ardooie), naar ontwerp van War van Asten. Gelegen in de kerktuin met grasperken, struiken, hagen en bomen, aan de zuidzijde van de kerk binnen de lage ommuring.

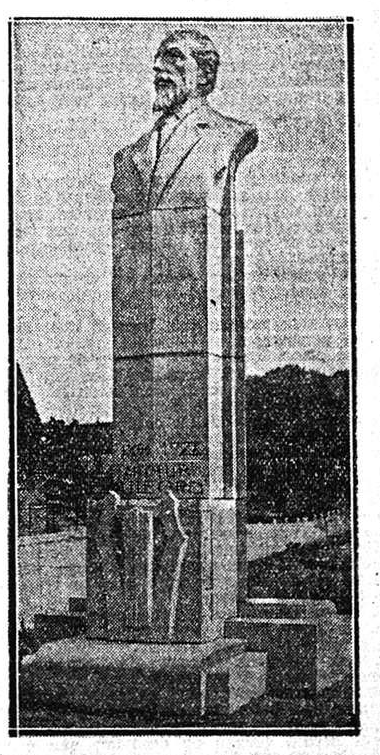
Arthur Wilford (Beeld door War van Asten, 1932, onthuld in Temse op 23 Juli 1933)

Eduardus Stephanus Cornelius (War) van Asten (Arendonk, 27 juni 1888 – Elsene, 28 oktober 1958) was een Belgische beeldhouwer, bekend om zijn oorlogsmonumenten en figuratieve sculpturen.

## Biografie
War van Asten was de zoon van Gerardus Joannes van Asten, sigarenmaker geboren in Eindhoven, en Josephina Dielis, huisvrouw geboren in Arendonk.  
Hij studeerde van 1906 tot 1910 beeldhouwen en tekenen aan de Koninklijke Academie voor Schone Kunsten van Brussel. Hij behaalde er de eerste prijzen in al de klassen. In 1910 behaalde hij de tweede prijs Godecharle. Hij volgde lessen bij bekende Brusselse kunstenaars zoals de beeldhouwers Charles Van de Stappen en Victor Rousseau en de kunstschilder Henri Schouten (pseudoniem: Delvigne). Na de lessen werkte hij tot 1912 in het atelier van beeldhouwer Pieter Braecke.  
Onder de wapens geroepen vluchtte de zwaargewonde van Asten samen met 40.000 Belgische soldaten naar Nederland na de val van Antwerpen. Tijdens de oorlog verbleef hij in Eindhoven, waar hij zich verder bekwaamde, met onder andere succesvolle tentoonstellingen te Dordrecht, 's-Hertogenbosch, den Haag, Amsterdam, Rotterdam, Arnhem en Eindhoven. "In de Nederlandse tentoonstellingen ..., in 1916, werd hij begroet als een kunstenaar met groote (sic) gaven, een van wien men niet moet zeggen dat hij toekomst heeft, wijl hij ze reeds lang veroverde door zijn bewonderenswaardigen (sic) arbeid," schrijft een krant in september 1921.  
Na zijn terugkeer naar België werden werken van hem getoond op tentoonstellingen in Brussel, Luik, Gent en andere plaatsen. Naar aanleiding van een overzichtstentoonstelling van zijn werk te Roeselare in november 1928 schrijft een krant: "War van Asten (is) een naam die geen aanbeveling meer noodig heeft. Zijn werk is tot een rijpheid gekomen, die alleen getuigt voor de degelijkheid van dat werk. (...) Veel van het werk dat hier te zien is, is blijvend werk. Bewijzen daarvan zijn reeds, het aankoopen van verschillende werken voor musea en openbare verzamelingen."
Zijn atelier bevond zich in de Parelstraat 27 te Sint-Jans-Molenbeek. Kanunnik J.E. Jansen beschrijft hoe hij in 1923 naar de beeldhouwer in zijn atelier in de Parelstraat trok met "met de hoop wel iets van van Asten’s kunstgewrochten te verkrijgen" en hij had succes: "twee schoone in potaarde gebakken beelden: een Christusbeeld (met riet) en het beeld zijner moeder, eene vrouw van Arendonck". Dit laatste beeld bevindt zich vandaag in de collecties van het Taxandriamuseum in Turnhout.
Na de Eerste Wereldoorlog voerde hij een belangrijke reeks monumenten uit ter nagedachtenis van de gesneuvelden: Zaventem, Langemark, Koolskamp, Warneton, Oudenaarde, Hannuit, Ieper, Temse.
Op 28 juni 1931 werd zijn dochter Monique Van Asten geboren. Zij overleed op 25 augustus 2023.
Midden de jaren dertig van de vorige eeuw was War van Asten ondervoorzitter van de Kunstkring van Schaarbeek (Cercle artistique de Schaerbeek) , opgericht in 1919 en voorgezeten door de kunstschilder Anton Feremans (Brussel, 1877-Schaarbeek, 1944). Hij bleef in deze functie tot aan de Tweede Wereldoorlog.
War van Asten was een geëngageerd kunstenaar die actief was in linkse kringen en enige tijd militant was voor de BSP. In 1927 koos een jury, samengesteld uit vooraanstaande socialisten, zijn ontwerp voor een Matteotti-monument als winnend werk in een wedstrijd waaraan tien beeldhouwers deelnamen. Van Asten werd daarbij omschreven als "een jonge socialistische beeldhouwer uit Molenbeek, al lange tijd militant". In 1931 was hij een van de ondertekenaars van het kunstenaarsprotest voor de vrijlating van de socioloog Léo Moulin, die in Rome een gevangenisstraf van twee jaar uitzat omwille van het voeren van antifascistische propaganda in Italië. War van Asten was ook een regelmatige schenker aan de "Kindergeluk"-actie, die zorgde voor Sinterklaas- en Kerstfeesten voor "behoeftige, zwakke stadskinderen" van Brusselse Vlamingen en die ook een jeugdbibliotheek openhield in zijn hoofdzetel in de Em. Jacqmainlaan 109. 
Tijdens de Tweede Wereldoorlog werden zijn werken zelden getoond. Een uitzondering was de expositie in maart 1943 in de Brusselse Galerie Selectio (in de Bon Marché), samen met de kunstschilder Leo van Droogenbroeck (1905-1995), met lovende woorden in de collaboratiekrant Le Soir. De Antwerpse kunstcriticus Georges Marlier (1898-1968), na de oorlog wegen collaboratie veroordeeld tot tien jaar gevangenis, schreef toen over van Asten: "Dans toutes ces oeuvres, War van Asten témoigne d'une parfaite entente des diverses techniques auxquelles il fait tour à tour appel."
Na de oorlog wordt van Asten "un peu et très injustement oublié", hoewel zijn werken nog wel regelmatig worden tentoongesteld, vooral in Brussel.
Na 1940 gaat hij zich daarom ook toeleggen op de schilderkunst, vooral aquarellen, met een voorkeur voor landschappen, stillevens en, vanaf 1948, pittoreske Brusselse hoekjes.
In april 1956 maakt hij in opdracht van het stadsbestuur van Nieuwpoort een inventaris van 22 tijdens de oorlog beschadigde gipsen van zijn voormalige leermeester Pieter Braecke. Van Asten maakt een nieuw verslag op van hun staat en kunstwaarde. In 1958 vraagt de stad hem om de beschadigde gipsen te restaureren voor het Museum Braecke, maar van Asten is "van oordeel dat het herstellen van kunstwerken uit den boze is, tenminste wanneer belangrijke delen ontbreken". 
War Van Asten schreef ook artikels over kunst voor de "Kunst en Letteren"-rubriek van de krant Het Laatste Nieuws.
Bij zijn overlijden schrijft Le Soir: "On ne peut manquer de se souvenir de ce probe artiste qui fut, à la fois, un statuaire au style robuste et lyrique et un peintre qui se consacra, au cours des dernières années de sa via, à fixer sur sa toile les coins pittoreques de Bruxelles." De krant vermeldt overigens dat van Asten "il y a quelqes semaines" overleden is in zijn geboorteplaats, "à Arendonk, en Campine", en niet in Elsene, zoals vermeld wordt in de meeste publicaties.

## Carrière
Van Asten maakte naam met zijn bijdragen aan publieke kunst, met name oorlogsmonumenten. Tot zijn opmerkelijke werken behoren:
- Het oorlogsmonument in Ardooie (1926)
- Het oorlogsmonument in Langemark-Poelkapelle (1925)
- Het oorlogsmonument in Oudenaarde (1931).
- Het monument voor Giacomo Matteotti (1927, naar Wasmes verplaatst in 1970).

Daarnaast zijn zijn sculpturen opgenomen in museumcollecties, zoals Lentebries (1914) in het Museum voor Schone Kunsten in Gent, Tête d'expression in de Koninklijke Musea voor Schone Kunsten van België en Knielende vrouw in het Taxandriamuseum in Turnhout.

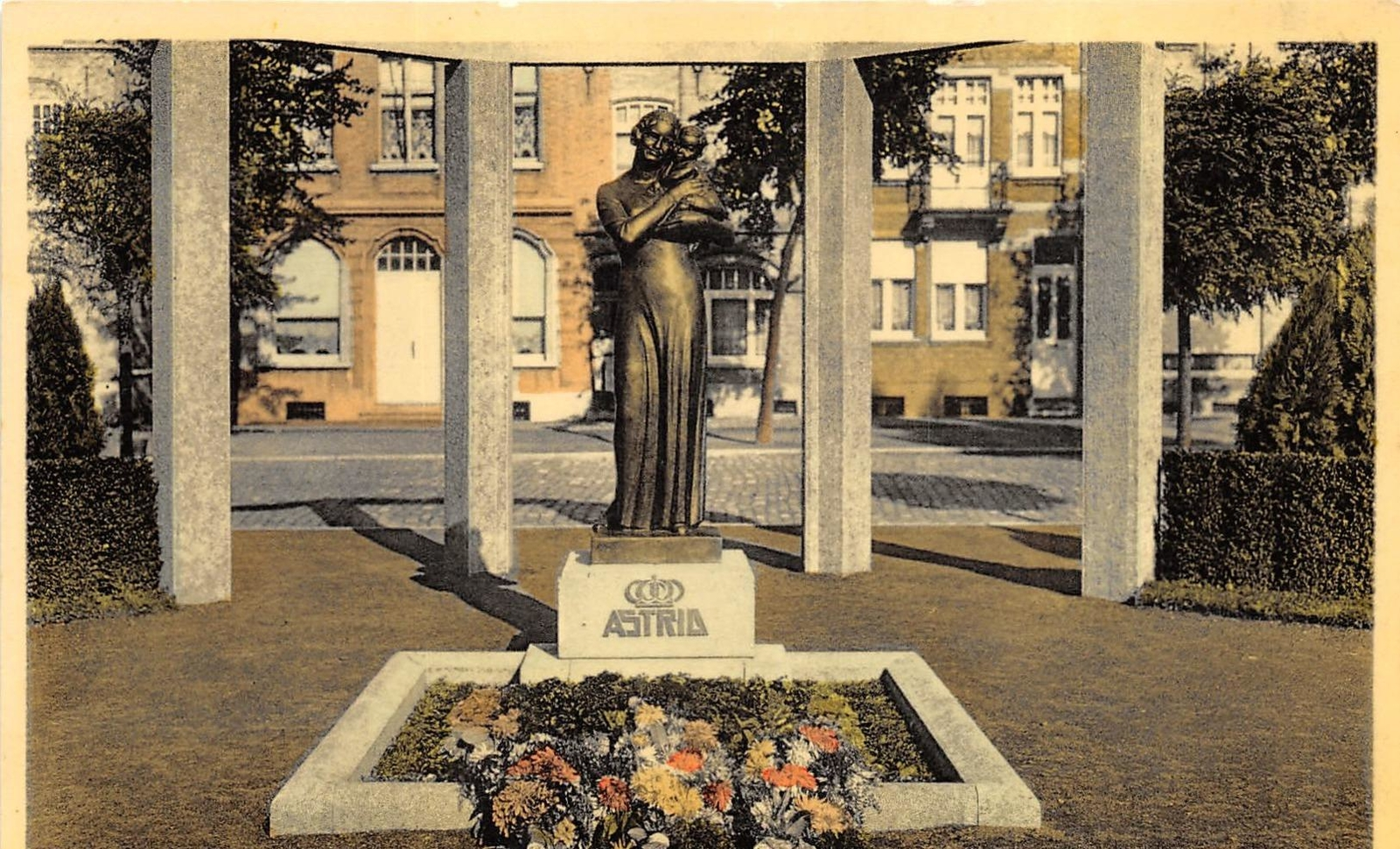
Koningin-Astridgedenkteken door War van Asten, onthuld te Ieper in augustus 1938; prentbriefkaart in kleur door Artcolor, serie Villages et villes

## Stijl en techniek

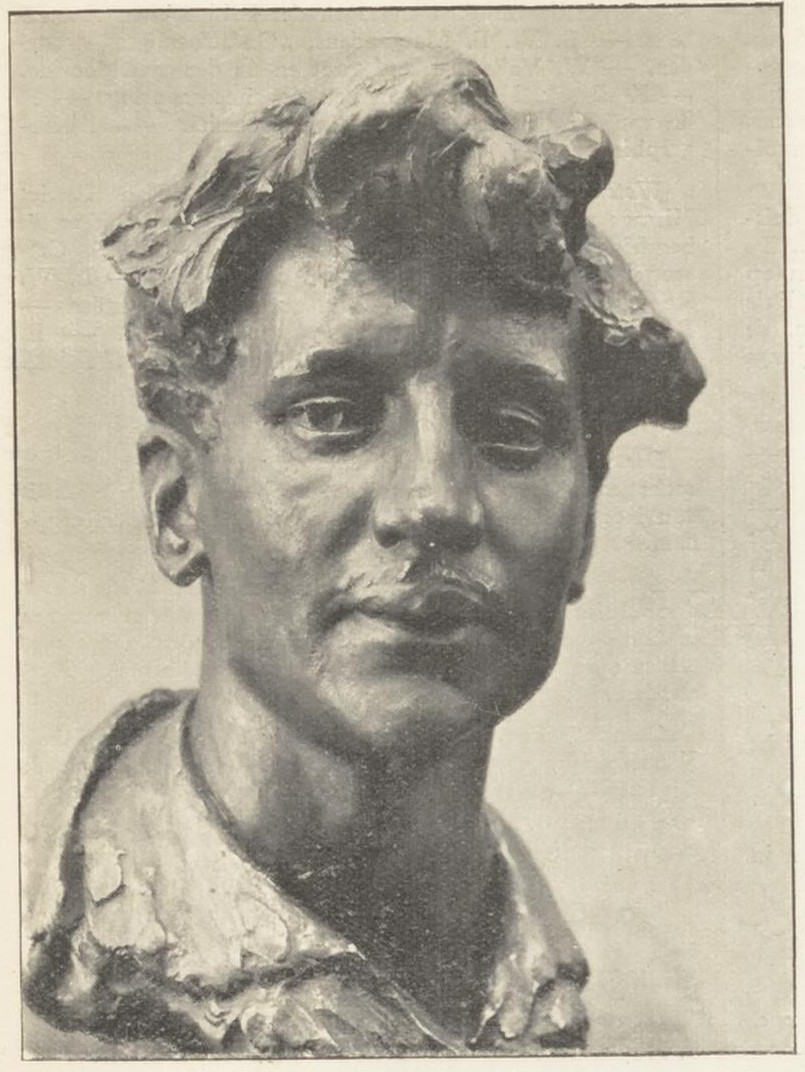
Alfons Blomme, boetseerwerk door War van Asten (Morks' magazijn, jrg 35, 1933, no. 5, 01-05-1933 01-05-1933)

De stijl van Van Asten wordt gekenmerkt door een traditionele en realistische benadering, met een focus op menselijke figuren. Hij werkte met materialen zoals hardsteen, terracotta en brons. "Zijn groepen van de 'Uittocht 1914' zijn vol beweging; indruk wekt zijn 'Gedenkteeken (sic) van de Gesneuvelden'; maar meest nog houden wij van zijn 'Hoofd van een Grijsaard', waar niet zozeer de fantazie (sic) van den kunstenaar werkt, maar zijn groote (sic) gevoeligheid bevalt," schrijft een krant in april 1923, naar aanleiding van een tentoonstelling in de Kunstkring van Laken. Van geen enkele van de hier vermelde beeldhouwwerken is bekend of ze nog bestaan en zo ja waar ze zich bevinden.
De kunstschilder Louis Wilmet (Fosses-la-Ville, 1881-Genval, 1965) schrijft in 1925 naar aanleiding van een tentoonstelling in Schaarbeek: "Nous notions alors la finesse d'exécution de maintes de ses sculptures. ... A un sain réalisme, War Van Asten sait allier de l'idéalisme. L'anatomie du crâne se devine sous les muscles du visage, mais sur ces fronts et dans les regards vivent des pensées et s'agitent des sentiments." 
Wilmet beschrijft tal van werken van van Asten waarvan het bestaan en/of de locatie vandaag onbekend zijn: Poète, Aurora, Recueillement, Buste du peintre M., Berceuse, Fruit de l'amour, Brise du Printemps, Espiègle, Buste de l'auteur... Wilmet vermeldt ook van Asten's verdwenen studie voor een monument van de Belgische verzetsstrijdster uit de Eerste Wereldoorlog, Gabrielle Petit.
Over dezelfde tentoonstelling schrijft een andere kunstcriticus: "Les portraits, les figures de M. Van Asten sont toujours expressifs, ils le sont parfois intensément ... avec des accents de force viriles, mais sans brutalité, de force réfléchie en qui sait accomplir ce que la pensée a médité."
"War Van Asten ... schiep iets heel ingetogens, iets heel ernstigs, bij het boetseren van 'Groote zus' (sic)," schrijft de kunstcriticus van de Gazet Van Antwerpen in november 1934: "Over dit, door zijn bescheidenheid zoo bijzonder schoone meisjesgelaat, ligt als een waas van het bewustzijn der plicht, als een schaduw van het aanglijden der zorg voor het argloos wichtje, dat ze op den arm draagt. Een werk van ragfijn gevoel en diepe bediedenis (sic)."
"On connait son talent," schrijft in maart 1939 een kunstcriticus in La Libre Belgique: "Il sait son métier et se met dans ce qu'il fait ... au pur contour, et animé d'un rythme bien intérieur. Le thème de la maternité a toutes ses complaissances et ces sujets luit réussissent à souhait: 'Mère et enfant", 'Berceuse' ..."

## Werken
Overzicht van enkele van zijn bekendste werken:
| Werk | Locatie                                                     | Beschrijving |
| --- | ----------------------------------------------------------- | --- |
| Lentebries (Spring Breeze)                                                                              | Museum voor Schone Kunsten, Gent                            | Expressief gezicht van een jonge vrouw met gesloten ogen, gemaakt in 1914. |
| De ongrijpbare schaduw / Ombre fuyante / De vluchtende schaduw / Spectres fuyants / Vluchtende schimmen | Gemeente Oudergem / Gemeente Schaarbeek / Onbekende locatie | Beeld van een jonge vrouw die een kind in haar armen knuffelt, alsof ze het probeert te beschermen. Er zijn meerdere versies bekend, die van Oudergem in gips en die van Schaarbeek in brons. Op 13 september 2004 werd een andere versie in terracotta, genaamd Vluchtende schimmen en vermeld als "exemplaar Nr 4", geveild in de Horta-veilingzaal in Brussel. Het originele beeld van De ongrijpbare schaduw werd gemaakt tussen 1918 en 1924. De vermoedelijk eerste versie was gemaakt van ebbenhout, en werd beschreven als "een tragisch sterk beeld". |
| Borstbeeld van Alfons Blomme                                                                            | Onbekende locatie (geveild voor €800,- op 20 maart 2024)    | Gepatineerd-bronzen buste van kunstschilder en etser Alfons Blomme. Gesigneerd: “Alfons Blomme voor zijn vertrek naar Bergen, 1919”. Gesigneerd E. Van Asten . |
| Monument voor de gesneuvelden van de Eerste Wereldoorlog                                                | Zaventem                                                    | Het monument toont een Belgische soldaat in de traditionele uitrusting van de Eerste Wereldoorlog en werd in 1921 of 1922 geplaatst op het Heldenplein; op 24 juni 1976 werd het overgebracht naar de huidige plaats aan het begin van de Stationsstraat, tegenover het gemeentelijk park. |
| Beeld van Hubert Stiernet                                                                               | Onbekende locatie                                           | "Un portret vivant du romancier Hubert Stiernet" (5 juli 1863-1 januari 1939), in april 1925 getoond op de driejaarlijkse tentoonstelling van schone kunsten te Gent. |
| Wiegenlied                                                                                              | Onbekende locatie                                           | "Twee jonge moeders, zoenend het in hun armen rustend wichtje ... vormen werkelijk een lied van sierlijk stijgende, gracelijk buigende, harmonisch ineenvloeiende lijnen, die in het donker amaranthout de hymne doen zingen van het verhemelde moederhart." Dit beeld wordt voor het eerst vermeld in 1925 en tentoongesteld te Brussel in april 1935 tijdens het Lentesalon in het Paleis van Schone Kunsten. |
| Gedenkzuil militaire en burgerlijke slachtoffers                                                        | Markt, Langemark-Poelkapelle                                | Ontworpen door de architecten Renders & Steels, uitgevoerd door van Asten, onthuld op 4 oktober 1925, met een soldaat in volle wapenuitrusting op een stèle met een hoogte van zeveneneenhalve meter. |
| Gedenkteken militaire en burgerlijke slachtoffers                                                       | Dorpsplein, Koolskamp (Ardooie)                             | Een hardstenen sculptuur van een treurende vrouw, onthuld in november 1926, met namen van slachtoffers en symboliek zoals een helm en rozen. |
| Monument voor Matteotti                                                                                 | Oorspronkelijk Brussel, later Petit Wasmes                  | Art deco-monument uit 1927, verplaatst in 1970, met een brandend hart en arbeidersfiguren, gewijd aan Giacomo Matteotti. |
| Bronzen borstbeeld van Ernest Kindermans                                                                | Sint-Jans Molenbeek, begraafplaats (S. pel.6)               | Borstbeeld van Ernest Kindermans (1875-1932), oprichter van het Kaaitheater, daterend van 1927 en opgedragen aan "zijn vrienden en vereerders" bij gelegenheid van het tienjarig jubileum van de schouwburg. |
| Kop van Omer Wattez                                                                                     | Letterenhuis, Antwerpen                                     | Gipsen buste van schrijver en flamingant Omer Wattez, gemaakt bij gelegenheid van diens zeventigste verjaardag (1927). |
| Monument aux morts de la Première Guerre mondiale                                                       | Place de l'Abbaye, Comines-Warneton (Waasten)               | Kalkstenen Art deco monument dat rechtop staat als een boegbeeld, waarvan het effect wordt versterkt door de bronzen vlaggenmast op de voorgrond. In 1928 ontworpen door de architect Jan Vanhoenacker en uitgevoerd door War van Asten. |
| Heilig-hartbeeld Beveren (Roeselare)                                                                    | Ten noorden van de Parochiekerk Heilige Kruisverheffing     | Heilig-hartbeeld met opschrift "toewijding gemeente aan het Heilig Hart", ingewijd in 1929 en in De Standaard beschreven als "een werkelijk kunststuk, eenvoudig, maar toch grootsch, heel en al aangepast aan den geest van Christus' Koning-zijn. Christus wandelt omzeggens al zegenend onder het volk". |
| Gedenkteken militaire en burgerlijke slachtoffers                                                       | Oudenaarde                                                  | De tekst op het monument: "DE STAD / AUDENAERDE / AAN HARE / HELDHAFTIGE / ZONEN". "TROU TOTTER DOOT". De Franstalige krant La Gazette oordeelde negatief over het ontwerp van van Asten, die omschreven werd als "een Nederlander". Het Laatste Nieuws antwoordde dat "het blad even deerlijk den bal mis (sloeg want) Van Asten (heeft) nochtans als Belgisch soldaat in den oorlog ... meegevochten", bovendien werd het werk "aangenomen door een jury van kunstenaars die een dertigtal ontwerpen keurde."                                                |
| Borstbeeld Arthur Wilford                                                                               | Marktplein Temse                                            | Borstbeeld uit 1932 van de Vlaamse pianist en componist Arthur Wilford. Het werd in 1933 onthuld door de toenmalige burgemeester Frans Boel. Het beeld werd in 1991 verwijderd omdat het te zeer aangetast was. De Vlaamse beeldhouwer Valeer Peirsman maakte in 1992 een nieuw beeld op basis van het oorspronkelijke beeld. |
| Koningin-Astridgedenkteken                                                                              | Astridplein Ieper                                           | Gedenkteken genaamd "Perjola" voorstellend Astrid van Zweden in 'moeder-en-kind'-stijl, onthuld in augustus 1938. |
| Kapelletje met Madonna                                                                                  | Taxandramuseum, Turnhout                                    | Schilderij uit 1943 van een devotiekapelletje met een gekleed OLV-beeld, een vaasje met kunstbloemen. |
| Beeld van een staande, vrouwelijke figuur                                                               | Voormalige woning Ernest Solvay te Elsene                   | Levensgroot beeld van een jonge vrouw in een gedrapeerd gewaad, met een sjaal of doek over haar armen en iets in haar rechterhand dat ze naar haar gezicht lijkt te brengen in de tuin van de voormalige eigendom van Ernest Solvay in de Elyzeese Veldenstraat 43, 58, 58a, 61, 63 te Elsene. |
| Tête d'expression                                                                                       | Koninklijke Musea voor Schone Kunsten, België               | Een expressief hoofd in brons. |
| Moeder en kind (Aan Lodewijk Scheltjens)                                                                | Letterenhuis, Antwerpen                                     | Terracotta beeld n.a.v. gouden schrijversjubileum van toneel- en jeugdschrijver Lodewijk Scheltjens. |
| Knielende vrouw                                                                                         | Taxandramuseum, Turnhout                                    | Vrouwelijk naakt. Knielende naakte vrouw in gekleurd terracotta. |
| Jonge vrouw                                                                                             | Gemeente Schaarbeek                                         | Bronzen beeld van een jonge naakte vrouw. |

## Nalatenschap
De werken van War van Asten worden gewaardeerd om hun historische en artistieke betekenis en zijn vertegenwoordigd in museumcollecties en openbare ruimtes. Hij is opgenomen in kunstdatabases zoals Artnet en het RKD – Netherlands Institute for Art History. Een "Naakt met kat" werd op 28 mei 1988 in Lokeren geveild voor 44.000 BEF. Een terracotta Torso werd op 28 mei 1994 in Lokeren geveild voor 26.000 BEF.